# 盧縣一
盧縣一（1968年4月28日—）是中華民國醫師出身的原住民政治人物，父母親為排灣族與魯凱族，中國國民黨籍。在屏東縣原住民地區行醫多年。

## 生平
盧縣一出生於屏東縣瑪家鄉，父親是魯凱族人、母親是排灣族人，畢業於省立屏東高中、高雄醫學院醫學系。曾任衛生福利部屏東醫院主治醫師，並且長期擔任屏東縣春日鄉、枋寮鄉、霧臺鄉等衛生所主任、醫生，2023年退休。
2024年，獲得中國國民黨徵召參選山地原住民選舉區立法委員，最終當選。
2024年4月12日立法院審議年金改革草案，盧縣一赴中國參加廣西少數民族交流活動而缺席，卻發生立法院職員幫忙插表決卡進行表決的事件，造成盧於缺席院會卻投下表決的紀錄，事後立法院長韓國瑜表示法案將重新進行表決並予以相關行政懲處，同時修正表決卡發放規則避免類似事件再次發生
2024年4月，與傅崐萁及其他16名中國國民黨籍立法委員赴中國大陸參訪，並會見中國共產黨中央政治局常委、政協主席王滬寧和國台辦主任宋濤等人。
2024年12月20日，立法院排定審議《公職人員選舉罷免法》《財政劃分法》《憲法訴訟法》三大法，在立法院長韓國瑜進場時，民進黨立委邱議瑩在台下朝主席台潑水，此時一旁的盧縣一也拿起水瓶朝邱議瑩潑水並怒摔水瓶與邱議瑩發生爭執。

## 爭議

### 涉及不實罷免連署
國民黨組發會副主委黃碧雲在罷免立委伍麗華的過程中涉嫌偽造文書、非法利用個資，於2025年7月2日被裁定羈押禁見，其裁定書指出盧縣一是共犯。盧縣一則透過LINE訊息表示：「無回應，謝謝」。

## 選舉紀錄
| 年度 | 選舉屆數             | 選舉區           | 所屬政黨   | 得票數 | 得票率 | 當選標記 | 備註 |
| ---- | -------------------- | ---------------- | ---------- | ------ | ------ | -------- | ---- |
| 2024 | 第十一屆立法委員選舉 | 山地原住民選舉區 | 中國國民黨 | 22,284 | 15.45% |          |      |

## 外部連結
- . 2024總統暨立委大選資訊網站. 中國國民黨.   [2024-01-14]. （原始内容存档于2024-01-14）.